# Cerrione
Cerrione é uma comuna italiana da região do Piemonte, província de Biella, com cerca de 2.803 habitantes. Estende-se por uma área de 28 km², tendo uma densidade populacional de 104 hab/km². Faz fronteira com Borriana, Magnano, Roppolo, Salussola, Sandigliano, Verrone, Zimone, Zubiena.

## Demografia
| Variação demográfica do município entre 1861 e 2011                               |
|                                                                                   |
| Fonte: Istituto Nazionale di Statistica (ISTAT) - Elaboração gráfica da Wikipedia |